# Lâm Đức Thụ
 (décembre 2024).
 (octobre 2024).
Lâm Đức Thụ (1890-1947) est une figure marquante du mouvement révolutionnaire vietnamien du début du XXe siècle. Né en 1890 dans une famille lettrée à Sơn Tây, il est connu pour avoir joué un rôle complexe dans la lutte pour l'indépendance du Vietnam, oscillant entre engagement nationaliste et controverses.

## Biographie

### Jeunesse et formation
Issu d'une famille éduquée, Lâm Đức Thụ montre très tôt un intérêt pour les questions sociales et politiques. Il rejoint le lycée du Protectorat à Hanoï, un établissement prestigieux formant les élites vietnamiennes de l'époque. Pendant ses études, il côtoie des figures influentes telles que Nguyễn Ái Quốc, futur Hô Chi Minh, avec qui il partage les aspirations révolutionnaires.

### Activité révolutionnaire et rôle dans le Tâm Tâm Xã
En 1923, il devient membre du Tâm Tâm Xã, une organisation secrète nationaliste prônant l'indépendance vietnamienne vis-à-vis de la France. À travers ce groupe, il participe activement à la formation d'une nouvelle génération de révolutionnaires, utilisant des idées empruntées aux courants révolutionnaires internationaux.
Lâm Đức Thụ est particulièrement impliqué dans l'organisation d'expéditions pour envoyer des jeunes Vietnamiens en Chine afin qu'ils y reçoivent une formation militaire et idéologique. Ces activités sont financées par des dons collectés auprès des membres du Tâm Tâm Xã et d'autres soutiens clandestins.

### Controverses et liens avec les autorités coloniales
La figure de Lâm Đức Thụ reste controversée. Bien qu'il ait contribué à l'essor du nationalisme vietnamien, il aurait collaboré à plusieurs reprises avec les autorités françaises. Cette collaboration est mise en évidence par les documents de l'époque, selon lesquels il aurait informé l'administration coloniale des mouvements de certains de ses compagnons, y compris Nguyễn Ái Quốc.
Certains historiens soulignent que cette double posture pourrait avoir servi à protéger sa famille ou à financer certaines de ses activités révolutionnaires. D'autres y voient un calcul politique plus opportuniste.

### Fin de vie
Malgré les critiques, Lâm Đức Thụ continue d’exercer une influence dans le paysage politique vietnamien, bien que son rôle ait progressivement diminué après la montée en puissance du Parti communiste vietnamien. Il meurt en 1971, laissant derrière lui une image ambivalente, partagée entre patriotisme et compromissions.

### Bibliographiques
- Yves Le Jariel, Phan Boi Chau (1867-1940), le nationalisme vietnamien avant Ho Chi Minh, Paris : L'Harmattan, 2008.
- William J. Duiker. Ho Chi Minh: A Life. Hyperion. 2000: 206 [2022-02-27].
- Vinh Sinh (éd.), Phan Boi Chau and the Dong Du Movement, Yale Southeast Asia Studies, The Lac Viet Series, n° 8, 1988.
- «Mémoires de Phan Boi Châu», France-Asie, n° 194-195, 3e et 4e trimestres 1968. Présentation et annotations de Georges Boudarel.